# Аніпкін Олександр Михайлович
Олександр Михайлович Аніпкін (22 червня 1940, хутір Верхня Соїнка, тепер Урюпінського району Волгоградської області, Російська Федерація — 26 лютого 2014, місто Волгоград, Російська Федерація) — радянський діяч, 1-й секретар Волгоградського обкому КПРС. Кандидат філософських наук. Член ЦК КПРС у 1990—1991 роках. Народний депутат Російської Федерації (1990—1993).

## Життєпис
У 1956—1959 роках — тесля, інспектор охорони лісу Добринського лісгоспу Урюпінського району Сталінградської області.
У 1959—1961 роках — 2-й секретар Добринського районного комітету ВЛКСМ Сталінградської області, завідувач відділу культури виконавчого комітету Добринської районної ради депутатів трудящих Сталінградської області.
У 1961—1962 роках — інженер Добринського лісгоспу Волгоградської області.
Член КПРС з 1962 року.
У 1962—1967 роках — інструктор, завідувач відділу, секретар, 2-й секретар Волгоградського обласного комітету ВЛКСМ.
У 1963 році закінчив заочно Воронезький лісотехнічний інститут.
У 1967—1969 роках — слухач Вищої партійної школи при ЦК КПРС.
У 1969—1973 роках — інструктор Волгоградського обласного комітету КПРС; 2-й секретар Даниловського районного комітету КПРС Волгоградської області; заступник завідувача відділу Волгоградського обласного комітету КПРС.
У 1973—1985 роках — 1-й секретар Урюпінського міського комітету КПРС Волгоградської області.
У 1985—1988 роках — секретар Волгоградського обласного комітету КПРС.
У 1988 — березні 1990 року — 1-й секретар Волгоградського міського комітету КПРС.
16 березня 1990 — 23 серпня 1991 року — 1-й секретар Волгоградського обласного комітету КПРС.
У 1996 році створив Волгоградський Фонд підтримки індивідуального житлового будівництва на селі, пізніше перейменований на Волгоградський обласний фонд житла та іпотеки. Стояв біля витоків розвитку іпотечного кредитування в Російській Федерації. У липні 2010 року пішов з посади директора обласного фонду.
Помер 26 лютого 2014 року в місті Волгограді. Похований на Димитрієвському цвинтарі у Волгограді.

## Нагороди і звання
- орден Леніна
- орден Трудового Червоного Прапора
- медаль «За доблесну працю. В ознаменування 100-річчя з дня народження Володимира Ілліча Леніна» (1970)
- медаль «Ветеран праці»
- Почесний громадянин Урюпінського району Волгоградської області (2008)